# Bréiner Castillo
Bréiner Clemente Castillo Caicedo (ur. 5 maja 1978 w Barbacoas) piłkarz kolumbijski grający na pozycji bramkarza.

## Kariera klubowa
Bréiner Castillo jest wychowankiem klubu Deportivo Cali. W 2000 roku zadebiutował w jego barwach w lidze kolumbijskiej. Jako rezerwowy był mistrzem Kolumbii w 1998. Nie mogąc wywalczyć miejsca w wyjściowej jedenastce klubu z Cali przeszedł do Millonarios FC w 2002 roku. Po powrocie do Deportivo w 2003 został w nim pierwszym bramkarzem. Sezon 2005 spędził w lidze ekwadorskiej w klubie Aucas Quito.
Po powrocie do ojczyzny został zawodnikiem Atlético Nacional, z którym uczestniczył w rozgrywkach Copa Libertadores 2006. W 2006 po raz trzeci został zawodnikiem Deportivo Cali, jednak tym razem pełnił w nim rolę rezerwowego. W latach 2008–2010 był zawodnikiem klubu Tolima Ibagué. Z Deportes Tolima wywalczył wicemistrzostwo Kolumbii 2010. Castillo nie uczestniczył jednak w finałowych meczach z Once Caldas, gdyż w połowie sezonu przeszedł do Independiente Medellín. W barwach Indepediente zadebiutował 18 lipca 2010 w przegranym 0-2 meczu z Independiente Santa Fe. Dotychczas w lidze kolumbijskiej rozegrał 191 spotkań.
| Sezon | Klub                   | Kraj     | Rozgrywki           | Mecze | Bramki |
| ----- | ---------------------- | -------- | ------------------- | ----- | ------ |
| 1998  | Deportivo Cali         | Kolumbia | Categoría Primera A | 0     | 0      |
| 1999  | Deportivo Cali         | Kolumbia | Categoría Primera A | 0     | 0      |
| 2000  | Deportivo Cali         | Kolumbia | Categoría Primera A | 4     | 0      |
| 2001  | Deportivo Cali         | Kolumbia | Categoría Primera A | 1     | 0      |
| 2002  | Millonarios FC         | Kolumbia | Categoría Primera A | 5     | 0      |
| 2003  | Deportivo Cali         | Kolumbia | Categoría Primera A | 12    | 0      |
| 2004  | Deportivo Cali         | Kolumbia | Categoría Primera A | 38    | 0      |
| 2005  | Aucas Quito            | Ekwador  | Serie A             | 18    | 0      |
| 2006  | Atlético Nacional      | Kolumbia | Categoría Primera A | 1     | 0      |
| 2006  | Deportivo Cali         | Kolumbia | Categoría Primera A | 2     | 0      |
| 2007  | Deportivo Cali         | Kolumbia | Categoría Primera A | 6     | 0      |
| 2008  | Deportivo Cali         | Kolumbia | Categoría Primera A | 4     | 0      |
| 2008  | Tolima Ibagué          | Kolumbia | Categoría Primera A | 20    | 0      |
| 2009  | Tolima Ibagué          | Kolumbia | Categoría Primera A | 47    | 0      |
| 2010  | Tolima Ibagué          | Kolumbia | Categoría Primera A | 20    | 0      |
| 2010  | Independiente Medellín | Kolumbia | Categoría Primera A | 15    | 0      |
| 2011  | Independiente Medellín | Kolumbia | Categoría Primera A | 16    | 0      |

## Kariera reprezentacyjna
W reprezentacji Kolumbii Castillo zadebiutował 16 stycznia 2005 roku w zremisowanym 1:1 towarzyskim meczu z Gwatemalą. Rok wcześniej znajdował w kadrze reprezentacji na turniej Copa América 2004. W 2011 po raz Castillo został powołany do reprezentacji na turniej Copa América.